# Маняго
Маня̀го (на италиански: Magnago, на западноломбардски: Magnàgh, Маняг) е град и община в Северна Италия, провинция Милано, регион Ломбардия. Разположен е на 197 m надморска височина. Населението на общината е 9090 души (към 2010 г.).